# Sophie Pornschlegel

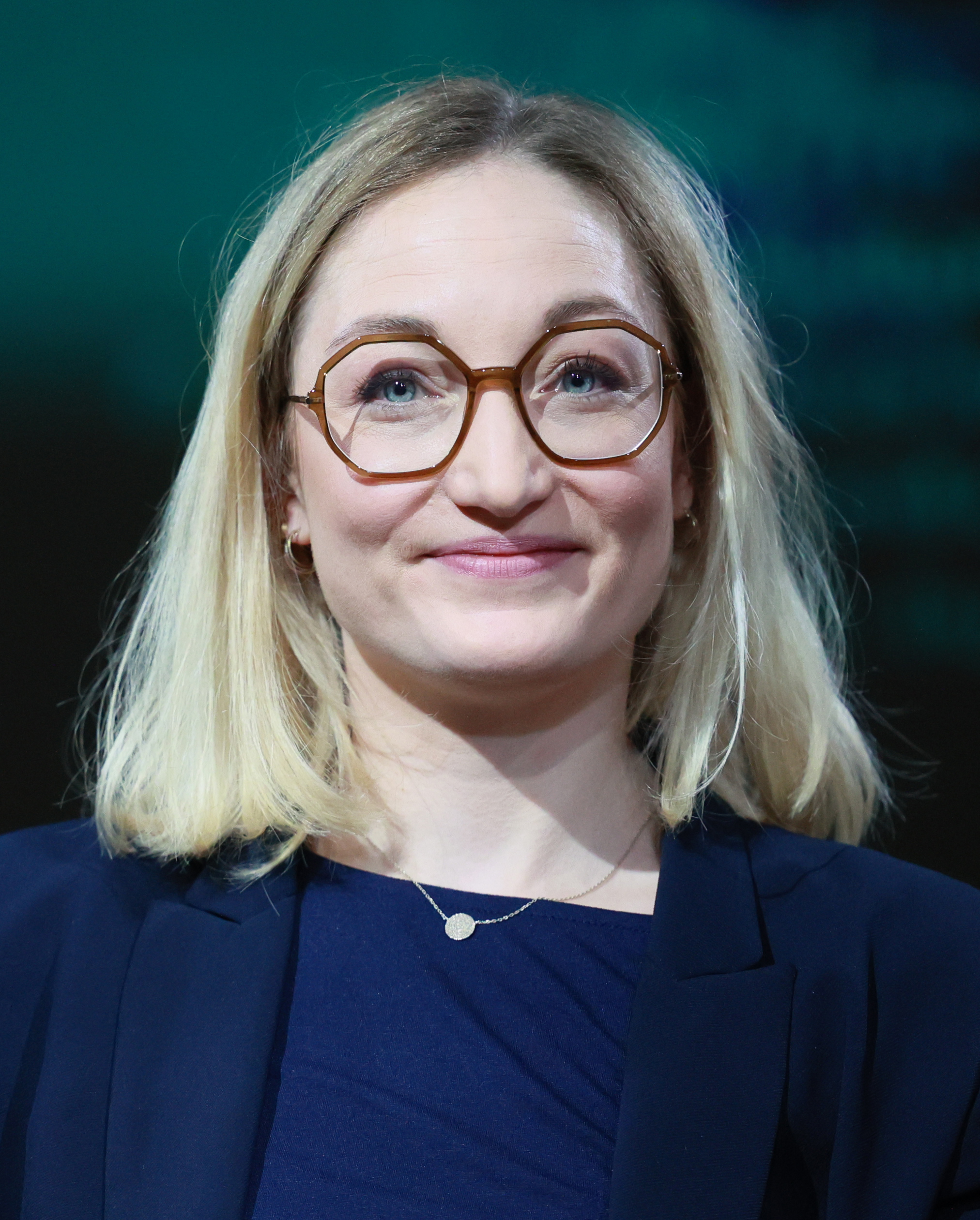
Sophie Pornschlegel, 2023

Sophie Pornschlegel (* 1990) ist eine deutsch-französische Politikwissenschaftlerin und Publizistin. Sie arbeitet als 
Director of Studies and Development bei der Brüsseler Denkfabrik Europe Jacques Delors. 
Ihre Schwerpunkte sind Europapolitik, deutsch-französische Beziehungen und Zukunft der Demokratie. Sie analysiert und kommentiert regelmäßig das Zeitgeschehen und politische Entwicklungen und Zusammenhänge in den Medien (u. a. Deutschlandfunk, Tagesschau, France 24, Reuters, BBC, ZEIT Online).

## Leben und Ausbildung
Pornschlegel wuchs in Freiburg im Breisgau auf, studierte Politik- und Europawissenschaften an der Sciences Po in Paris, London School of Economics und absolvierte ein Erasmus-Jahr am King’s College in London.

## Laufbahn
Zunächst wirkte Pornschlegel als Beraterin für öffentliche Angelegenheiten, in der politischen Abteilung der Vertretung der Europäischen Kommission in Deutschland und für einen Labour-Abgeordneten in Westminster.
Von 2016 bis 2019 war sie Vorstandsmitglied des Basis-Think-Tanks Polis180.
Pornschlegel war Projektmanagerin bei der Berliner Denkfabrik „Das Progressive Zentrum“, wo sie das Democracy Lab leitete, eine Struktur, die sich innovativen Projekten zu den Themen demokratische Innovationen, Populismus und sozialer Zusammenhalt widmet. Mittlerweile ist sie Policy Fellow des Progressiven Zentrums, einem Think Tank, der sich auf den sozial-ökologischen Wandel in Deutschland konzentriert. Sie ist Speakerin für die in Brooklyn ansässige Menschenrechts-Organisation Humanity In Action.
Ab 2019 arbeitete Pornschlegel als Senior Policy Analyst am European Policy Centre (EPC) in Brüssel.
Im Jahr 2020/21 war sie Fellow der Karlspreis-Stiftung mit einem Forschungsprojekt zum Solidaritätskonzept in der Europäischen Union. 2022 war sie Lehrbeauftragte an der Science Po Paris für ein Seminar zu Démocratie in der EU.
2023 veröffentlichte sie ein Buch mit dem Titel: Am Ende der gewohnten Ordnung: Warum wir Macht neu denken müssen.

## Europa Jacques Delors
Sophie Pornschlegel ist seit 2024 verantwortlich für den Bereich Studien und Entwicklung bei der Non-Profit Denkfabrik Europe Jacques Delors in Brüssel, die sich mit den Themen grüner und fairer Aufschwung, Schutz der Ozeane und der aquatischen Umwelt, Begrünung des internationalen Handels und Begrünung des Agrar- und Lebensmittelsektors befasst. Für Europa Jacques Delors sprach Sophie Pornschlegel in Medien wie Phoenix, DLF Nova, Bloomberg Television.

## Schriften
- mit Paul Jürgensen: Trying Times – Rethinking Social Cohesion. Bertelsmann-Stiftung, Gütersloh 2019 (bertelsmann-stiftung.de [PDF; 3,6 MB]).
- mit Paul Jürgensen: Brücken bauen für die Demokratie. Zum Verhältnis von Parteien und Zivilgesellschaft. Friedrich-Ebert-Stiftung, Berlin 2020, ISBN 978-3-96250-532-5 (fes.de [PDF; 5,2 MB]).
- Am Ende der gewohnten Ordnung: Warum wir Macht neu denken müssen. Droemer-Knaur, München 2023, ISBN 978-3-426-27909-0.

## Veröffentlichungen
- Ukrainian Civil Society: A Key Actor in the Post-War Reconstruction and EU Accession Process, in: „Designed in Brussels, made in Ukraine: Future of EU-Ukraine relations“, Studie, European Liberal Forum (Hrsg. Dr. Maria Alesina), Mai 2023
- mit Ilke Toygür, After Russia’s invasion of Ukraine: Unity is good, but ambition is better, Diskussionspapier, European Policy Centre, Juni 2022
- Ein Wahlsieg Marine le Pens wäre schlimmer als der von Trump, Meinungsbeitrag, Tagesspiegel, April 2022
- Was die neue Bundesregierung nun tun muss, Essay, Aus Politik und Zeitgeschichte (APuZ), November 2021
- mit Susanne Zels, Politische Bildung in Europa: Kämpft für mehr Gemeinsamkeit!, Meinungsbeitrag, ZEIT Online, September 2021
- The EU is more than a single market – why we need a more comprehensive approach towards democracy in the EU, Beitrag für die Publikation „Living Democracy!“, Helmut-Schmidt-Stiftung, September 2021
- Les dilemmes de la social-démocratie allemande : Entre néo-conservatisme et rétro-socialisme, Essay, Le Débat, Juni 2020
- Schluss mit Stagnation! Plädoyer für junge Politik, Essay, Frankfurter Allgemeine Sonntagszeitung, September 2017